# 约翰·卢德维格·鲁内贝里

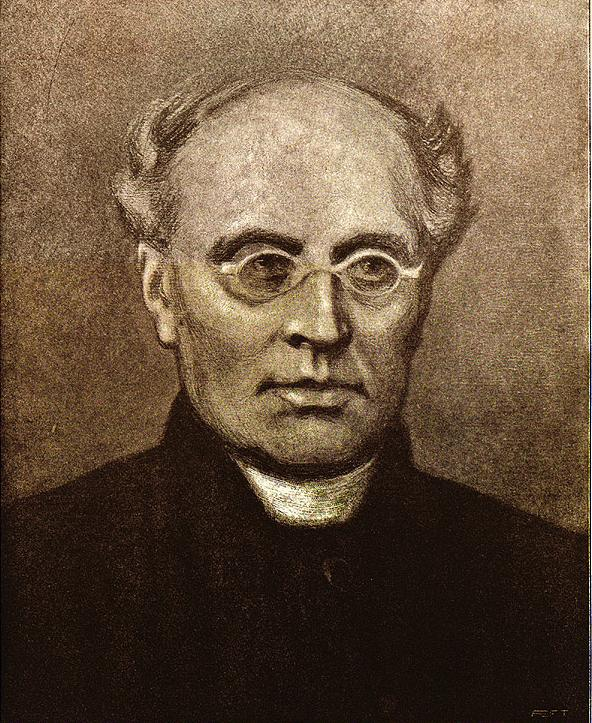
约翰·卢德维格·鲁内贝里

约翰·卢德维格·鲁内贝里（瑞典語：Johan Ludvig Runeberg，瑞典語發音：[ˈjuːhɑn ˈlʉdːviɡ ˈrʉːnebærj]；1804年2月5日—1877年5月6日），芬兰民族诗人，以瑞典语进行创作。约翰·鲁内贝里是芬兰国歌《我们的国家》的作词者。芬兰将每年的2月5日定为“鲁内贝里日”。

## 经历
他曾经在瓦萨、奥卢和图尔库等芬兰城市学习拉丁语和希腊语，1837年开始在波尔沃的文科中学教授拉丁语。

## 作品

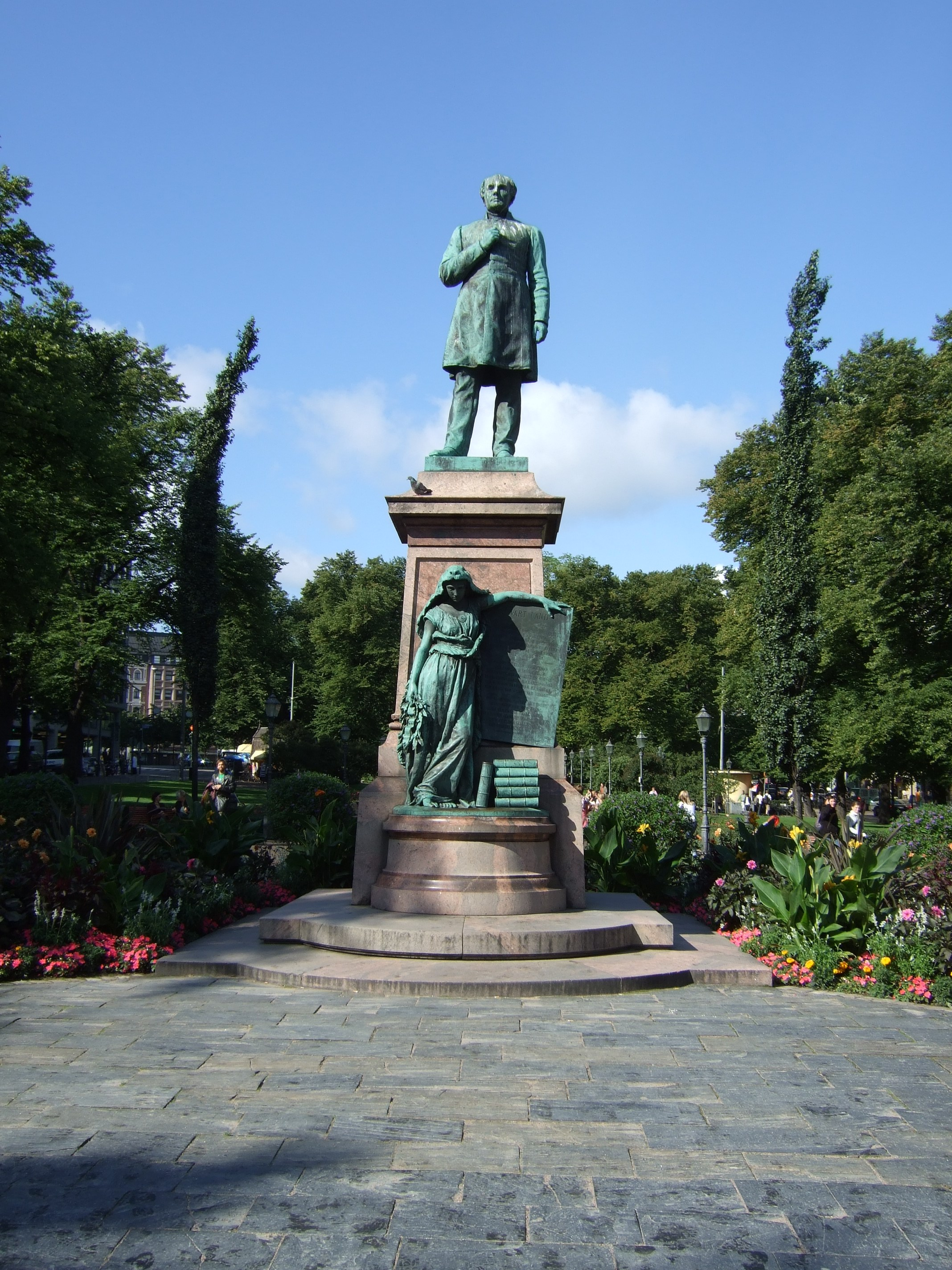
位于赫尔辛基埃斯普拉纳迪公园内的鲁内贝里雕像

他的众多诗作都是关于芬兰的农村生活，其中最有名的一首诗叫做《Bonden Paavo》（芬兰语《Saarijärven Paavo》, Saarijärvi是芬兰中部的城市）。这首诗讲述了农夫帕沃（Paavo）的故事，他有着坚定的意志，当他的庄稼一次一次地因为恶劣天气而收成不好时，他把树皮掺在粮食中，做成“树皮面包”以此抵挡饥饿，并更加努力地工作，终于在第四年获得了丰收。他的妻子因此而欢喜万分，感谢上帝，并且告诉帕沃放心享用全麦面包，而不用再继续吃树皮面包，但是帕沃告诉他的妻子，还是要在面包中掺入树皮，因为他把收成的一半分给了因为恶劣天气而颗粒无收的邻居。帕沃的精神是芬兰的Sisu精神的最好体现，坚韧不拔、不惧艰难、决心、勇敢、坚持，这就是芬兰的民族精神。
此外，鲁内贝里的另外一部著名作品《旗手斯托尔传奇》（瑞典語：Fänrik Ståls sägner）描写了19世纪初的芬兰与俄国之间的战争，这部史诗被认为是在芬兰民族史诗《卡勒瓦拉》之外的最伟大的史诗作品，它包含芬兰与俄国战争中的一些传说，赞扬了芬兰的英雄主义。史诗的第一部分“我们的国家（Maamme）”后来成为了芬兰的国歌。

## 个人生活
鲁内贝里跟他的表亲弗雷德丽卡·鲁内贝里（娘家姓为：滕斯特伦/）结婚，他妻子也创作诗歌和小说。他们共有八个子女，其中最大的儿子瓦尔特·鲁内贝里是雕塑家。

## 影响
这位诗人对于芬兰的影响之大，可以从芬兰人民对他的纪念活动中看出。在赫尔辛基有他的雕像。2004年他200周年诞辰之际，芬兰出版了一套以他的头像为标志的10欧元纪念币。每年的2月5号被定为“鲁内贝里日”，这一天是他的生日。在这一天，一种传说由他的妻子发明的甜点Runebergintorttu成为芬兰人的特殊食物。